# Compétition féminine du pentathlon moderne aux Jeux olympiques d'été de 2024
Cet article traite de l'épreuve féminine. Pour la compétition masculine, voir Compétition masculine du pentathlon moderne aux Jeux olympiques d'été de 2024.
Navigation
Tokyo 2020 Los Angeles 2028
L'épreuve féminine du pentathlon moderne des Jeux olympiques d'été de 2024 se déroule du 8 au 11 août 2024.

## Médaillés
| Or                    | Or      | Argent               | Argent | Bronze                | Bronze |
| Michelle Gulyas (HUN) | 1461 WR | Elodie Clouvel (FRA) | 1452   | Seong Seung-min (KOR) | 1441   |

## Sites des compétitions
Toutes les épreuves du pentathlon moderne ont lieu au Château de Versailles, sauf le tour de classement de l'escrime qui a lieu à l’Arena Paris Nord à Villepinte.

## Calendrier
| Date             | Horaire | Horaire | Manche         |
| Date             | Début   | Fin     | Manche         |
| ---------------- | ------- | ------- | -------------- |
| Jeudi 8 août     | 11 h 00 | 17 h 30 | Qualifications |
| Vendredi 9 août  | 09 h 30 | 15 h 30 | Demi-finale    |
| Dimanche 11 août | 11 h 00 | 13 h 30 | Finale         |

## Déroulement
Le premier jour de la compétition est consacré aux qualifications. Il s'agit d'un poule unique d'escrime où chaque athlète affronte les 35 autres. 25 victoires rapportent 250 points et chaque victoire ou défaite supplémentaire ajoute ou retire 5 points.
En demi-finale, les compétitrices sont versées dans deux groupes de 18 et les 9 meilleures de chaque groupe se qualifient pour la finale. Les résultats de la poule d'escrime sont conservés et les épreuves suivantes sont disputées :
- le bonus round d'escrime : les deux épéistes les moins bien classées s'affrontent. La vainqueure rencontre ensuite la suivante dans la hiérarchie du premier tour, et ainsi de suite jusqu'à la mieux classée. Chaque victoire apporte 2 points supplémentaire et il y a double bonus pour la première.
- le 200 m nage libre de natation : s'il est effectué en 2 min 30 s ou moins, il rapporte 250 points. Un point est retiré par demi-seconde supplémentaire (exemple : 02:30.50 – .99 = 249 points, 02:31.00 – .49 = 248 points, etc.)
- le combiné ou laser-run : il regroupe la course et le tir. L'ordre de départ du laser-run se fait selon un handicap de temps qui est fonction des écarts de points entre les concurrentes à l'issue des épreuves précédentes. Les athlètes disputent un cross-country de 3 000 mètres en 5 tours, ponctué de 4 arrêts à un stand de tir où les elles utilisent un pistolet à tir laser et visent une cible située à 10 mètres. Les tirs ont lieu respectivement après 600 m, 1 200 m, 1 800 m et 2 400 m de course. À chaque fois, la pentathlonienne doit toucher les 5 cibles le plus rapidement possible, en un temps maximum de 1 min 10 s.

En finale, les mêmes épreuves sont disputées et l'équitation s'y ajoute avec un concours de saut d'obstacles sur un parcours de 350 à 450 mètres comportant 10 obstacles. Les cavalières sont associées par tirage au sort à un cheval 20 minutes avant le début de l'épreuve.

## Résultats détaillés

### Qualifications
| Rang | Athlète                      | Nation          | Escrime   | Escrime |
| Rang | Athlète                      | Nation          | Victoires | Points  |
| ---- | ---------------------------- | --------------- | --------- | ------- |
| 1    | Elodie Clouvel               | France          | 27        | 260     |
| 2    | Michelle Gulyas              | Hongrie         | 24        | 245     |
| 3    | Kate French                  | Grande-Bretagne | 23        | 240     |
| 4    | Veronika Novotna             | Tchéquie        | 22        | 235     |
| 5    | Kerenza Bryson               | Grande-Bretagne | 21        | 230     |
| 6    | Marie Oteiza                 | France          | 21        | 230     |
| 7    | Zhang Mingyu                 | Chine           | 20        | 225     |
| 8    | Seong Seung-min              | Corée du Sud    | 20        | 225     |
| 9    | Alise Fakhrutdinova          | Ouzbékistan     | 19        | 220     |
| 10   | Elena Micheli                | Italie          | 19        | 220     |
| 11   | Kim Sunwoo                   | Corée du Sud    | 19        | 220     |
| 12   | Mayan Oliver                 | Mexique         | 18        | 215     |
| 13   | Genevieve Janse van Rensburg | Australie       | 18        | 215     |
| 14   | Rebecca Langrehr             | Allemagne       | 18        | 215     |
| 15   | Marlena Jawaid               | Suède           | 18        | 215     |
| 16   | Malak Ismail                 | Égypte          | 17        | 210     |
| 17   | Laura Heredia                | Espagne         | 17        | 210     |
| 18   | Annika Zillekens             | Allemagne       | 17        | 210     |
| 19   | Anna Jurt                    | Suisse          | 17        | 210     |
| 20   | Anna Maliszewska             | Pologne         | 16        | 205     |
| 21   | Jessica Savner               | États-Unis      | 16        | 205     |
| 22   | Lucie Hlavackova             | Tchéquie        | 16        | 205     |
| 23   | Laura Asadauskaite           | Lituanie        | 16        | 205     |
| 24   | Ilke Ozyuksel                | Turquie         | 16        | 205     |
| 25   | Salma Abdelmaksoud           | Égypte          | 16        | 205     |
| 26   | Gintare Venckauskaite        | Lituanie        | 16        | 205     |
| 27   | Yelena Potapenko             | Kazakhstan      | 15        | 200     |
| 28   | Valeriia Permykina           | Ukraine         | 15        | 200     |
| 29   | Sophia Hernandez             | Guatemala       | 15        | 200     |
| 30   | Misaki Uchida                | Japon           | 15        | 200     |
| 31   | Blanka Guzi                  | Hongrie         | 15        | 200     |
| 32   | Natalia Dominiak             | Pologne         | 14        | 195     |
| 33   | Sol Naranjo                  | Équateur        | 13        | 190     |
| 34   | Alice Sotero                 | Italie          | 12        | 185     |
| 35   | Mariana Arceo                | Mexique         | 12        | 185     |
| 36   | Isabela Abreu                | Brésil          | 10        | 175     |

### Demi-finale
Les 9 premières de chaque groupe se qualifient pour la finale (F).
Le nombre de victoires en escrime est celui des qualifications. Le nombre de points est ajusté en fonction du bonus round.
| Rang | Athlète                      | Nation          | Équitation | Équitation | Escrime | Escrime | Escrime | Escrime | Natation      | Natation | Natation | Laser-run | Laser-run      | Laser-run | Laser-run | Total points | Remarque |
| Rang | Athlète                      | Nation          | Rang       | Points     | Vict.   | BR      | Rang    | Points  | Temps         | Rang     | Points   | Hand.     | Temps          | Rang      | Points    | Total points | Remarque |
| ---- | ---------------------------- | --------------- | ---------- | ---------- | ------- | ------- | ------- | ------- | ------------- | -------- | -------- | --------- | -------------- | --------- | --------- | ------------ | -------- |
| 1    | Kerenza Bryson               | Grande-Bretagne | 3          | 300        | 230     | 4       | 2       | 234     | 2 min 20 s 92 | 14       | 269      | +0:10     | 11 min 41 s 88 | 7         | 599       | 1 402        | Q, OR    |
| 2    | Elena Micheli                | Italie          | 4          | 300        | 220     | 4       | 5       | 224     | 2 min 10 s 63 | 2        | 289      | 0:00      | 11 min 52 s 10 | 10        | 588       | 1 401        | Q        |
| 3    | Alice Sotero                 | Italie          | 2          | 300        | 185     | 8       | 17      | 193     | 2 min 10 s 24 | 1        | 290      | +0:30     | 11 min 22 s 83 | 3         | 618       | 1 401        | Q        |
| 4    | Seong Seung-min              | Corée du Sud    | 8          | 293        | 225     | 0       | 4       | 225     | 2 min 12 s 44 | 4        | 286      | +0:09     | 11 min 44 s 13 | 8         | 596       | 1 400        | Q        |
| 5    | Kate French                  | Grande-Bretagne | 7          | 293        | 240     | 0       | 1       | 240     | 2 min 15 s 56 | 6        | 279      | +0:01     | 11 min 54 s 55 | 11        | 586       | 1 398        | Q        |
| 6    | Lucie Hlavackova             | Tchéquie        | 1          | 300        | 205     | 2       | 13      | 207     | 2 min 19 s 46 | 11       | 272      | +0:34     | 11 min 24 s 77 | 4         | 616       | 1 395        | Q        |
| 7    | Marie Oteiza                 | France          | 5          | 300        | 230     | 2       | 3       | 232     | 2 min 15 s 92 | 8        | 279      | +0:02     | 11 min 56 s 83 | 12        | 584       | 1 395        | Q        |
| 8    | Malak Ismail                 | Égypte          | 13         | 286        | 210     | 6       | 7       | 216     | 2 min 15 s 70 | 7        | 279      | +0:32     | 11 min 30 s 82 | 6         | 610       | 1 391        | Q        |
| 9    | Laura Asadauskaite           | Lituanie        | 10         | 291        | 205     | 0       | 14      | 205     | 2 min 23 s 71 | 15       | 263      | +0:54     | 11 min 10 s 90 | 1         | 630       | 1 389        | Q        |
| 10   | Annika Zillekens             | Allemagne       | 15         | 275        | 210     | 0       | 11      | 210     | 2 min 18 s 88 | 10       | 273      | +0:55     | 11 min 11 s 93 | 2         | 629       | 1 387        |          |
| 11   | Mayan Oliver                 | Grande-Bretagne | 6          | 300        | 215     | 0       | 8       | 215     | 2 min 26 s 21 | 17       | 258      | +0:40     | 11 min 27 s 41 | 5         | 613       | 1 386        |          |
| 12   | Marlena Jawaid               | Suède           | 11         | 290        | 215     | 0       | 10      | 215     | 2 min 20 s 65 | 13       | 269      | +0:39     | 12 min 9 s 81  | 13        | 571       | 1 345        |          |
| 13   | Genevieve Janse van Rensburg | Australie       | 16         | 273        | 215     | 4       | 6       | 219     | 2 min 11 s 61 | 3        | 287      | +0:34     | 12 min 37 s 73 | 17        | 543       | 1 322        |          |
| 14   | Jessica Savner               | États-Unis      | 9          | 293        | 205     | 4       | 12      | 209     | 2 min 27 s 61 | 18       | 255      | +0:56     | 12 min 27 s 42 | 15        | 553       | 1 310        |          |
| 15   | Yelena Potapenko             | Kazakhstan      | 14         | 279        | 200     | 0       | 16      | 200     | 2 min 16 s 67 | 9        | 277      | +0:57     | 12 min 35 s 18 | 16        | 545       | 1 301        |          |
| 16   | Isabela Abreu                | Brésil          | 12         | 288        | 175     | 0       | 18      | 175     | 2 min 25 s 63 | 16       | 259      | +1:31     | 12 min 22 s 30 | 14        | 558       | 1 280        |          |
| 17   | Salma Abdelmaksoud           | Égypte          | 17         | 0 EL       | 205     | 0       | 15      | 205     | 2 min 13 s 55 | 5        | 283      | +5:25     | 11 min 44 s 31 | 9         | 596       | 1 084        |          |
| 18   | Rebecca Langrehr             | Allemagne       | 18         | 0 DNS      | 215     | 0       | 9       | 215     | 2 min 19 s 58 | 12       | 271      | +5:27     | 12 min 44 s 33 | 18        | 536       | 1 022        |          |

| Rang | Athlète               | Nation       | Équitation | Équitation | Escrime | Escrime | Escrime | Escrime | Natation      | Natation | Natation | Laser-run | Laser-run      | Laser-run | Laser-run | Total points | Remarque |
| Rang | Athlète               | Nation       | Rang       | Points     | Vict.   | BR      | Rang    | Points  | Temps         | Rang     | Points   | Hand.     | Temps          | Rang      | Points    | Total points | Remarque |
| ---- | --------------------- | ------------ | ---------- | ---------- | ------- | ------- | ------- | ------- | ------------- | -------- | -------- | --------- | -------------- | --------- | --------- | ------------ | -------- |
| 1    | Elodie Clouvel        | France       | 15         | 286        | 260     | 4       | 1       | 264     | 2 min 12 s 74 | 3        | 285      | 0:00      | 12 min 17 s 92 | 14        | 563       | 1 398        | Q        |
| 2    | Laura Heredia         | Espagne      | 1          | 300        | 210     | 4       | 7       | 214     | 2 min 21 s 47 | 15       | 268      | +0:53     | 11 min 25 s 00 | 3         | 615       | 1 397        | Q        |
| 3    | Michelle Gulyas       | Hongrie      | 16         | 286        | 245     | 2       | 2       | 247     | 2 min 10 s 39 | 2        | 290      | +0:12     | 12 min 6 s 06  | 11        | 574       | 1 397        | Q        |
| 4    | Blanka Guzi           | Hongrie      | 5          | 300        | 200     | 0       | 15      | 200     | 2 min 16 s 93 | 9        | 277      | +0:58     | 11 min 20 s 80 | 2         | 620       | 1 397        | Q        |
| 5    | Kim Sunwoo            | Corée du Sud | 2          | 300        | 220     | 0       | 6       | 220     | 2 min 14 s 44 | 4        | 282      | +0:33     | 11 min 46 s 64 | 9         | 594       | 1 396        | Q        |
| 6    | Gintare Venckauskaite | Lituanie     | 4          | 300        | 205     | 0       | 11      | 205     | 2 min 19 s 15 | 11       | 272      | +0:58     | 11 min 25 s 30 | 4         | 615       | 1 392        | Q        |
| 7    | Ilke Ozyuksel         | Turquie      | 6          | 300        | 205     | 4       | 9       | 209     | 2 min 16 s 50 | 7        | 277      | +0:49     | 11 min 34 s 68 | 5         | 606       | 1 392        | Q        |
| 8    | Zhang Mingyu          | Chine        | 3          | 300        | 225     | 2       | 4       | 227     | 2 min 14 s 72 | 5        | 281      | +0:27     | 11 min 59 s 61 | 10        | 581       | 1 389        | Q        |
| 9    | Anna Jurt             | Suisse       | 14         | 286        | 210     | 2       | 8       | 212     | 2 min 29 s 44 | 17       | 252      | +1:25     | 11 min 7 s 63  | 1         | 633       | 1 383        | Q        |
| 10   | Valeriia Permykina    | Ukraine      | 7          | 297        | 200     | 4       | 12      | 204     | 2 min 19 s 78 | 12       | 271      | +1:03     | 11 min 35 s 69 | 6         | 605       | 1 377        |          |
| 11   | Anna Maliszewska      | Pologne      | 8          | 293        | 205     | 0       | 10      | 205     | 2 min 18 s 56 | 10       | 273      | +1:04     | 11 min 38 s 96 | 8         | 602       | 1 373        |          |
| 12   | Misaki Uchida         | Japon        | 10         | 293        | 200     | 0       | 14      | 200     | 2 min 8 s 56  | 1        | 293      | +0:49     | 12 min 10 s 13 | 13        | 570       | 1 356        |          |
| 13   | Natalia Dominiak      | Pologne      | 17         | 286        | 195     | 0       | 16      | 195     | 2 min 16 s 84 | 8        | 277      | +1:17     | 12 min 9 s 40  | 12        | 571       | 1 329        |          |
| 14   | Veronika Novotna      | Tchéquie     | 12         | 293        | 235     | 2       | 3       | 237     | 2 min 20 s 97 | 13       | 269      | +0:36     | 13 min 3 s 98  | 18        | 517       | 1 316        |          |
| 15   | Alise Fakhrutdinova   | Ouzbékistan  | 9          | 293        | 220     | 2       | 5       | 222     | 2 min 21 s 30 | 14       | 268      | +0:52     | 12 min 58 s 08 | 17        | 522       | 1 305        |          |
| 16   | Sophia Hernandez      | Guatemala    | 11         | 293        | 200     | 2       | 13      | 202     | 2 min 22 s 83 | 16       | 265      | +1:15     | 12 min 45 s 04 | 16        | 535       | 1 295        |          |
| 17   | Sol Naranjo           | Équateur     | 13         | 293        | 190     | 0       | 18      | 190     | 2 min 38 s 78 | 18       | 233      | +1:59     | 12 min 24 s 75 | 15        | 556       | 1 272        |          |
| 18   | Mariana Arceo         | Mexique      | 18         | 0 EL       | 185     | 8       | 17      | 193     | 2 min 15 s 78 | 7        | 602      | +6:03     | 11 min 38 s 41 | 7         | 602       | 1 074        |          |

### Finale
Le nombre de victoires en escrime est celui des qualifications. Le nombre de points est ajusté en fonction du bonus round. Par rapport à la demi-finale, l'épreuve d'équitation est ajoutée.
| Rang                                | Athlète               | Nation          | Équitation | Équitation | Escrime | Escrime | Escrime | Escrime | Natation      | Natation | Natation | Laser-run | Laser-run      | Laser-run | Laser-run | Total points |
| Rang                                | Athlète               | Nation          | Rang       | Points     | Vict.   | BR      | Rang    | Points  | Temps         | Rang     | Points   | Hand.     | Temps          | Rang      | Points    | Total points |
| ----------------------------------- | --------------------- | --------------- | ---------- | ---------- | ------- | ------- | ------- | ------- | ------------- | -------- | -------- | --------- | -------------- | --------- | --------- | ------------ |
| Médaille d'or, Jeux olympiques      | Michelle Gulyas       | Hongrie         | 1          | 300        | 245     | 0       | 2       | 245     | 2 min 12 s 44 | 4        | 286      | +0:13     | 11 min 10 s 01 | 7         | 630       | 1 461 WR     |
| Médaille d'argent, Jeux olympiques  | Elodie Clouvel        | France          | 9          | 293        | 260     | 4       | 1       | 264     | 2 min 11 s 64 | 3        | 287      | 0:00      | 11 min 32 s 35 | 14        | 608       | 1 452        |
| Médaille de bronze, Jeux olympiques | Seong Seung-min       | Corée du Sud    | 2          | 300        | 225     | 0       | 7       | 225     | 2 min 11 s 47 | 2        | 288      | +0:31     | 11 min 12 s 87 | 8         | 628       | 1 441        |
| 4                                   | Blanka Guzi           | Hongrie         | 8          | 300        | 200     | 0       | 17      | 200     | 2 min 16 s 25 | 7        | 278      | +1:06     | 10 min 45 s 48 | 1         | 655       | 1 433        |
| 5                                   | Elena Micheli         | Italie          | 14         | 293        | 220     | 12      | 3       | 232     | 2 min 12 s 47 | 5        | 286      | +0:33     | 11 min 27 s 89 | 12        | 613       | 1 424        |
| 6                                   | Ilke Ozyuksel         | Turquie         | 12         | 293        | 205     | 0       | 15      | 205     | 2 min 15 s 48 | 6        | 280      | +1:06     | 10 min 58 s 20 | 3         | 642       | 1 420        |
| 7                                   | Gintare Venckauskaite | Lituanie        | 5          | 300        | 205     | 0       | 16      | 205     | 2 min 18 s 16 | 12       | 274      | +1:05     | 11 min 0 s 31  | 4         | 640       | 1 419        |
| 8                                   | Kim Sunwoo            | Corée du Sud    | 16         | 286        | 220     | 2       | 8       | 222     | 2 min 17 s 67 | 11       | 275      | +1:01     | 11 min 13 s 92 | 9         | 627       | 1 410        |
| 9                                   | Kerenza Bryson        | Grande-Bretagne | 15         | 286        | 230     | 0       | 4       | 230     | 2 min 21 s 77 | 15       | 267      | +1:01     | 11 min 19 s 12 | 10        | 621       | 1 404        |
| 10                                  | Lucie Hlavackova      | Tchéquie        | 11         | 293        | 205     | 4       | 13      | 209     | 2 min 20 s 54 | 13       | 269      | +1:13     | 11 min 8 s 44  | 6         | 632       | 1 403        |
| 11                                  | Anna Jurt             | Suisse          | 4          | 300        | 210     | 0       | 12      | 210     | 2 min 28 s 96 | 18       | 253      | +1:21     | 11 min 0 s 82  | 5         | 640       | 1 403        |
| 12                                  | Malak Ismail          | Égypte          | 10         | 293        | 210     | 2       | 9       | 212     | 2 min 16 s 94 | 9        | 277      | +1:02     | 11 min 27 s 35 | 11        | 613       | 1 395        |
| 13                                  | Alice Sotero          | Italie          | 6          | 300        | 185     | 6       | 18      | 191     | 2 min 9 s 93  | 1        | 291      | +1:02     | 11 min 33 s 81 | 15        | 607       | 1 389        |
| 14                                  | Zhang Mingyu          | Chine           | 3          | 300        | 225     | 0       | 6       | 225     | 2 min 17 s 66 | 10       | 275      | +0:44     | 11 min 54 s 40 | 17        | 586       | 1 386        |
| 15                                  | Annika Zillekens      | Allemagne       | 7          | 300        | 210     | 2       | 11      | 212     | 2 min 20 s 71 | 14       | 269      | +1:03     | 11 min 45 s 71 | 16        | 595       | 1 376        |
| 16                                  | Laura Asadauskaite    | Lituanie        | 13         | 293        | 205     | 2       | 14      | 207     | 2 min 24 s 52 | 17       | 261      | +1:23     | 11 min 32 s 07 | 13        | 608       | 1 369        |
| 17                                  | Laura Heredia         | Espagne         | 17         | 0 EL       | 210     | 2       | 10      | 212     | 2 min 24 s 14 | 16       | 262      | +6:10     | 10 min 50 s 73 | 2         | 650       | 1 124        |
| 18                                  | Marie Oteiza          | France          | 17         | 0 EL       | 230     | 0       | 5       | 230     | 2 min 16 s 84 | 8        | 277      | +5:37     | 12 min 10 s 05 | 18        | 570       | 1 077        |